# Mimovelleda humeridens
Mimovelleda humeridens är en skalbaggsart som beskrevs av Stefan von Breuning 1940. Mimovelleda humeridens ingår i släktet Mimovelleda och familjen långhorningar. Inga underarter finns listade i Catalogue of Life.